# 巴拉聚克
巴拉聚克（法語：Balazuc，法語發音：[balazyk]）是法国阿尔代什省的一个市镇，属于拉让蒂耶尔区。

## 地理
巴拉聚克（44°30'31"N, 4°22'21"E）面积18.9 平方千米，位于法国奥弗涅-罗讷-阿尔卑斯大区阿尔代什省，该省份为法国东南部内陆省份，北起顺时针与卢瓦尔省、伊泽尔省、德龙省、沃克吕兹省、加尔省、洛泽尔省和上盧瓦爾省接壤。
与巴拉聚克接壤的市镇（或旧市镇、城区）包括：绍宗、拉戈尔斯、拉纳、普拉东、阿尔代什河畔圣莫里斯、于泽尔、维讷扎克。

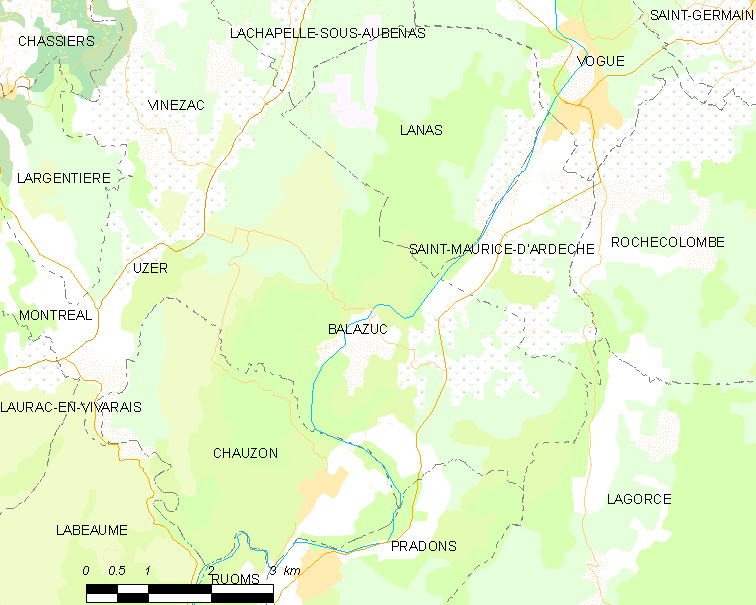
巴拉聚克的OSM定位图

巴拉聚克的时区为UTC+01:00、UTC+02:00（夏令时）。

## 行政
巴拉聚克的邮政编码为07120，INSEE市镇编码为07023。

## 政治
巴拉聚克所属的省级选区为瓦隆蓬达尔克县。

## 人口

1962-2008年间巴拉聚克人口变化图示

巴拉聚克于2022年1月1日时的人口数量为383人。